# 花园柱廊
花园柱廊（捷克語：Sadová kolonáda）是捷克卡罗维发利的五座主要柱廊之一，由维也纳建筑师费迪南德·费勒和赫尔曼·赫尔默于1880至1881年間興建，採新文艺复兴风格。它最初是一条散步道，通往布莱恩亭（Blanenskému pavilonu）。柱廊连接到夏季餐厅。布莱恩亭已于1966年拆除，让路给相邻的德沃夏克花园（Dvořákovy sady）。 2002年，重建了铸铁柱廊。
柱廊有适于饮用的花园温泉（Sadový pramen）。20世纪80年代末水文地质学家发现了另一个泉水，名为蛇泉（Hadí pramen）。2004年7月向公众公布。其温度等级为30摄氏度，被认为是卡洛维发利最美味的温泉。
2004年，柱廊得到修复。